# Девушка с веером (картина Ренуара)
«Девушка с веером» (фр. La Femme à l'éventail) — картина, написанная французским художником Пьером Огюстом Ренуаром (Pierre-Auguste Renoir, 1841—1919) в 1881 году (по другим данным — в 1880 году). Находится в коллекции Государственного Эрмитажа в Санкт-Петербурге, выставлена в здании Главного Штаба, зале № 407 («Зал Ренуара»). Размер картины — 65 × 50 см.

## История и описание
Полагают, что моделью для картины послужила Альфонсина Фурнез (Alphonsine Fournaise) — дочь владельца ресторана Фурнез, расположенном на острове на реке Сена, находящемся в Шату, немного западнее Парижа. Там же, в Шату, была написана другая известная картина Ренуара «Завтрак гребцов», где Альфонсина Фурнез также позировала в качестве одного из персонажей.
В январе 1881 года известный маршан Поль Дюран-Рюэль (Paul Durand-Ruel) приобрёл у Ренуара несколько картин, в том числе «Девушку с веером», за которую он заплатил 500 франков. В марте 1882 года вместе с другими картинами Ренуара «Девушка с веером» экспонировалась на 7-й выставке импрессионистов, проходившей в Париже. Картина оставалась у Дюран-Рюэля до 1908 года, когда он продал её московскому предпринимателю и коллекционеру Ивану Морозову за 30 000 франков.
В 1919 году коллекция Ивана Морозова была передана во 2-й Музей новой западной живописи. В 1923 году он был объединён с 1-м Музеем новой западной живописи, и в результате был образован Государственный музей нового западного искусства (ГМНЗИ), в котором картина «Девушка с веером» находилась до 1930 года. После этого она была передана в Государственный Эрмитаж, где она и находится до сих пор.
В 1973 году Министерством связи СССР была выпущена почтовая марка с репродукцией этой картины, номинал марки — 20 копеек (№ 4326 по каталогу ЦФА).